# Raphèl maí amècche zabí almi

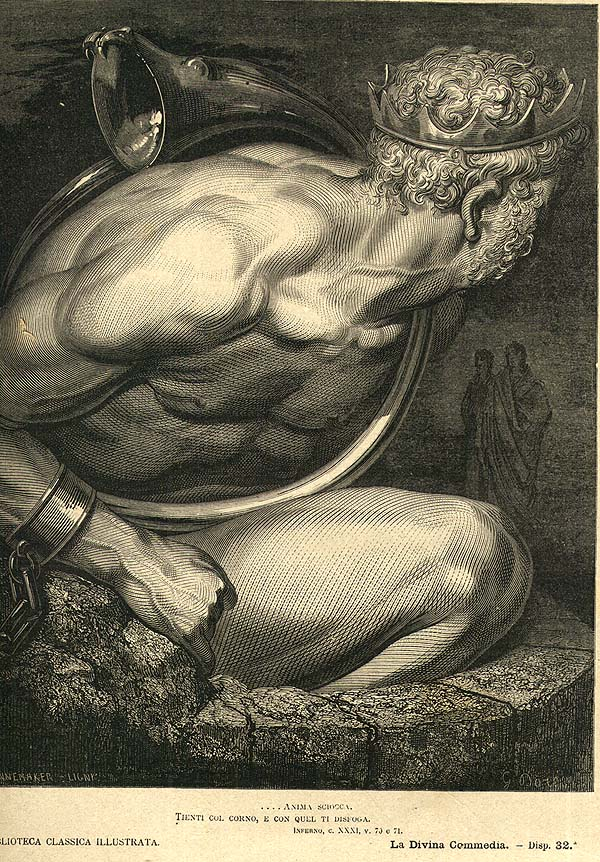
G. Doré, Nembrot.

Raphèl maí amècche zabí almi è il verso 67 del XXXI canto dell'Inferno di Dante Alighieri.
Si tratta delle parole pronunciate da Nembrot, uno dei giganti posti a guardia dell'ultimo cerchio dell'Inferno; egli, responsabile della costruzione della torre di Babele, a seguito di cui Dio confuse tutte le lingue del mondo, è condannato a parlare una lingua incomprensibile da chiunque altro, rappresentata dal verso in questione.

## La lezione del verso
La corretta forma del verso varia nelle antiche edizioni. Seguendo la norma per cui le parole straniere nel Medioevo venivano accentate sull'ultima sillaba, il verso veniva così trascritto: Raphèl maý amèch zabì almì, risultando dunque un endecasillabo tronco. Questo comprometteva in realtà la rima con palmi (v. 65) e salmi (v. 69), che invece sono parole piane: la sequenza palmi- almì -salmi sarebbe quindi stata una "rima per l'occhio", ma non per l'orecchio.
Per ovviare a ciò, Casella propose di raddoppiare la vocale iniziale di almi per sopperire alla mancanza di una sillaba, ottenendo così un endecasillabo piano: secondo questo emendamento, il verso leggeva Raphèl maí amèch zabí aàlmi.
Petrocchi propose invece che amèch dovesse essere letto, secondo la pronuncia toscana, con l'epitesi vocalica tipica dei dialetti dell'Italia centrale, e nella sua edizione rese quindi tale pronuncia con la grafia amècche.

## La figura di Nembrot
(Inf. XXXI, 77-78.)

Bruegel il Vecchio, La torre di Babele.

Nembrot (Nimrod nella grafia ebraica) è un personaggio biblico il cui nome compare nella Genesi (10, 8-12) come valente cacciatore e re di Babele e altre città. Benché la Bibbia non dica altro, già i Padri della Chiesa lo associarono alla costruzione della celebre Torre di Babele, narrata nel capitolo 11 della Genesi: Agostino ne faceva già un esempio di superbia, interpretando l'espressione biblica robustus venator coram Domino («valente nella caccia davanti al Signore») nel senso di contra Deum («contro Dio»). I giganti infatti sono reclusi nell'Inferno, a guardia del IX cerchio dei traditori, proprio per aver tentato la scalata all'Olimpo, secondo la mitologia greca. L'episodio della Torre di Babele viene sostanzialmente interpretato da Dante nello stesso modo, e questo è probabilmente il motivo per cui anche il biblico Nembrot viene considerato un gigante. Del personaggio biblico, Dante conserva la caratterizzazione di cacciatore: Nembrot è dotato infatti di un corno, con cui egli solitamente segnala l'arrivo di anime dannate, e che utilizza anche all'avvicinarsi di Dante e di Virgilio (vv. 12 ss.).

## La lingua di Nembrot
(Inf. XXXI, 79-81.)
A differenza delle parole che Dante attribuisce a Pluto nel VII canto dell'Inferno, quelle di Nembrot non hanno generalmente generato una gran mole di ipotesi e interpretazioni. Lo stesso Dante, per bocca di Virgilio, precisa del resto che solo Nembrot è in grado di comprendere la propria lingua, senza capire per contro nessuna delle altre: si tratta di una sorta di contrappasso per cui il responsabile della confusione delle lingue umane è condannato alla totale incomprensibilità.
Foscolo ad esempio, tenendo conto proprio di questo, concluse che nelle intenzioni di Dante Nembrot fosse
Nonostante questa ironica chiusa, vi furono alcuni studiosi che tentarono di interpretare il verso dantesco, partendo in genere dalla considerazione che in esso sono riconoscibili parole e radicali appartenenti alla lingua ebraica e, forse, araba; l'opinione più diffusa rimane comunque quella di riconoscere nelle parole di Nembrot una idea di confusione e di incomunicabilità che dà «concretezza poetica al concetto babelico», come dice D'Ovidio.